# شان پارنل

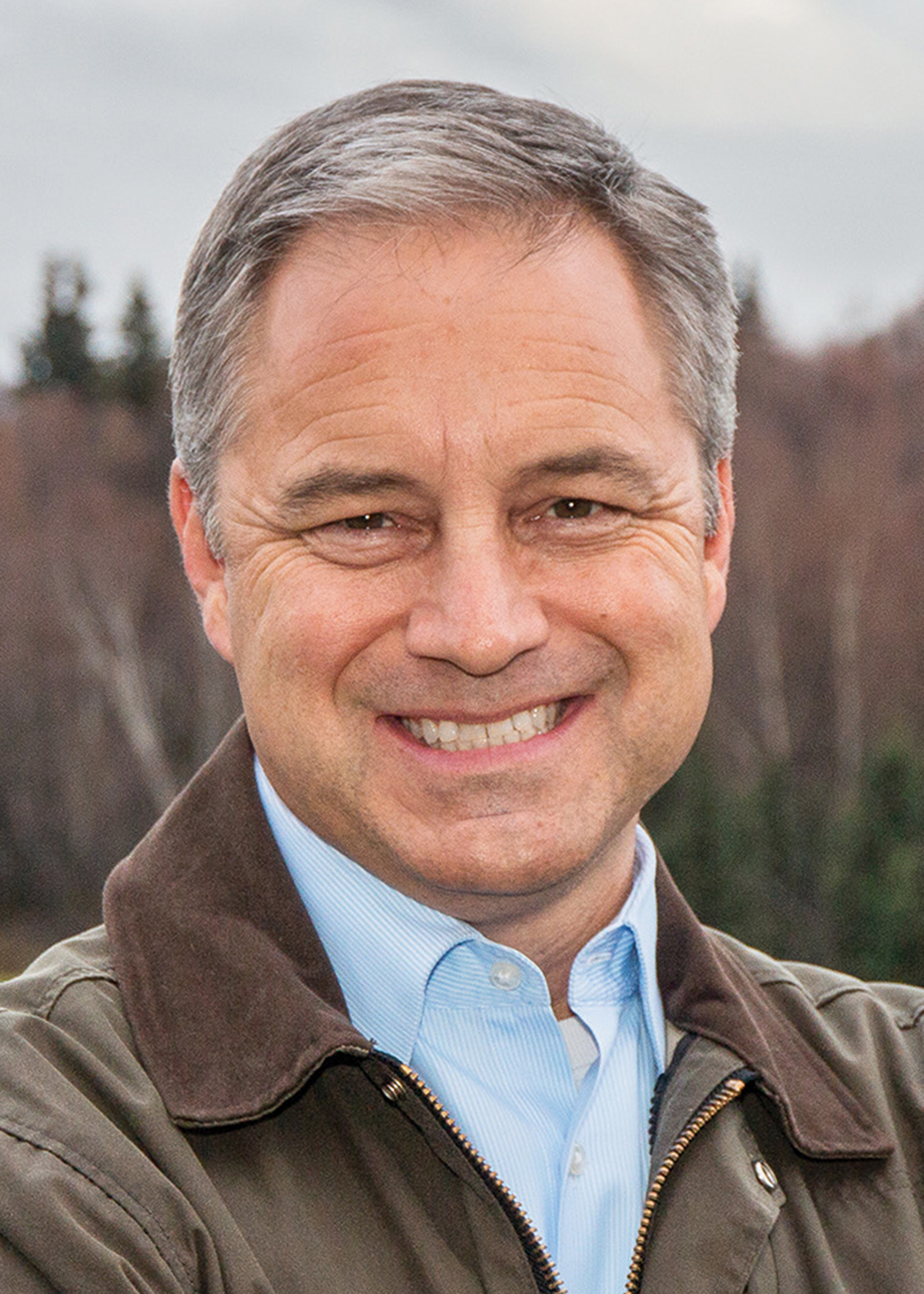
شان پارنل در سال 2014

شان پارنل (به انگلیسی: Sean Parnell) فرماندار پیشین ایالت آلاسکا از حزب جمهوری‌خواه ایالات متحده آمریکا است که در تاریخ ۲۶ ژوئیه ۲۰۰۹ میلادی به عنوان فرماندار انتخاب شد و تا سال ۲۰۱۴ در این سمت باقی ماند.
وی پیش از رسیدن به فرمانداری، بین سال‌های ۲۰۰۶ تا ۲۰۰۹ معاون فرماندار آلاسکا بود. وی همچنین از سال ۱۹۹۷ تا ۲۰۰۱ در سنای ایالتی آلاسکا عضویت داشته است.